# フロリン・クツ
フロリン・ヴァシレ・クツ（ルーマニア語: Florin Vasile Cîțu、ルーマニア語発音: [floˈrin vaˈsile ˈkɨt͡su]、1972年4月1日 - ）は、ルーマニアの政治家。2019年から2020年まで、第一次および第二次ルドビク・オルバン政権で財務相を務めたのち、2020年12月から2021年11月まで首相を務めた。

## 経歴
ヴルチャ県ルムニク・ヴルチャに生まれ、同県ゴレシュティの農村で育った。ルムニク・ヴルチャ出身の首相としては、史上3人目となる。
1996年にアメリカ合衆国のグリネル大学を卒業後、アイオワ州立大学の経済学修士課程を修了し、さらにマクロ経済学と国際経済学の博士課程に進んだが、2001年に中退した。ニュージーランド準備銀行（2001年 - 2003年）や欧州投資銀行（EIB、2003年 - 2005年）にエコノミストとして在籍した後 、2011年までINGグループのルーマニア子会社に勤務した。
2019年、財務相に就任。この人事は国会の予算委員会と財務委員会の合同投票で否決されたが、法的拘束力はなかった。
2020年2月5日、当時のルドビク・オルバン内閣の不信任決議案が可決されると、2月26日にクラウス・ヨハニス大統領から新首相に指名された。しかし、指名投票の直前になって自らが所属する国民自由党の代表であるオルバンへの支持を表明し、指名を辞退した。COVID-19が猛威をふるう中、主要野党の社会民主党も、同年12月の総選挙までオルバン内閣が残り任期を全うすることを認めた。そのため、クツも財務相に留まった。
12月7日にオルバンが辞任したのち、ニコラエ・チウカが首相代理となったが、クツを後継首相に推す声が党内で高まり、12月23日に三党連立内閣の形で新政権を発足させた。クツ内閣は女性を1人しか閣僚に登用しなかったことや、ヴィクトル・ポンタ政権で教育相を務めたソリン・クンペアヌを再び起用したことから批判を受けた。クンペアヌは教育相在任中、ポンタに博士論文の盗用疑惑が浮上した際、恩赦を与える緊急令の発布を企てたことがあった。
2021年9月1日に国家投資計画に反対していたステリアン・イオン法務大臣を解任したことで9月6日、イオンが所属するルーマニア救出同盟・自由統一連帯党は連立政権からの離脱を表明。クツ政権は少数与党政権に転落し、10月5日に社会民主党が提出した内閣不信任決議が賛成281票で可決された（可決には234票を要する）。11月25日に退任。